# Касторне
Качанівка (рос. Касторное) — робітниче селище в Касторенському районі Курської області Російської Федерації.
Населення становить 3461 особу. Входить до складу муніципального утворення селище Касторне.

## Історія
Населений пункт розташований на території українського етнічного та культурного краю Східна Слобожанщина.
Від 2004 року входить до складу муніципального утворення селище Касторне.

## Населення
| 1939  | 1959  | 1970  | 1979  | 1989  | 2002  | 2009  |
| ----- | ----- | ----- | ----- | ----- | ----- | ----- |
| 3357  | ↗3475 | ↘3447 | ↗3575 | ↗4562 | ↘4492 | ↘3872 |
| 2010  | 2012  | 2013  | 2014  | 2015  | 2016  | 2017  |
| ↘3848 | ↘3727 | ↘3605 | ↘3586 | ↘3527 | ↘3493 | ↘3458 |
| 2018  | 2019  | 2020  | 2021  |       |       |       |
| ↘3388 | ↘3326 | ↘3263 | ↗3461 |       |       |       |